# 胡黎明博士论文抄袭事件
胡黎明博士论文抄袭事件，为1997年爆发于中國华东理工大学的一起严重学术剽窃事件。

## 经过
原华东理工大学教授胡黎明，1992年被低职高聘为教授，1993年任博士生导师，成为当时全国最年轻的博导之一。因其博士学位论文《CVD反应器中超细粒子的形态控制》存在极严重的剽窃行为，在1997年6月18日华东理工大学学位评定委员会专门会议上被撤消其博士学位，取消其博士生、硕士生导师资格。该事件牵连到其导师——曾任华东理工大学校长的陈敏恒教授。陈敏恒教授后被撤销了中国科学院院士称号，成为中国科学院唯一因学术道德问题而被除名院士的人。